# Iuri Xarov
Iuri Xarov (rus: Юрий Дмитриевич Шаров)  (Saràtov, 22 d'abril de 1939 - Saràtov, 12 de desembre de 2021) fou un tirador d'esgrima rus, especialista en floret, que va competir sota bandera de la Unió Soviètica durant les dècades de 1950 i 1960.
El 1964 va prendre part en els Jocs Olímpics d'Estiu de Tòquio, on va guanyar la medalla d'or en la prova de floret per equips del programa d'esgrima. Quatre anys més tard, als Jocs de Ciutat de Mèxic, va guanyar la medalla de plata en la mateixa prova.
En el seu palmarès també destaquen cinc medalles al Campionat del Món d'esgrima, quatre d'or i una de plata, entre les edicions de 1963 i 1969. També guanyà una medalla de bronze a les Universíades de 1963 i les Copes d'Europa de 1969 i 1970, així com cinc campionats soviètics, un individual i quatre per equips.
Una vegada retirat fou entrenador de la selecció russa.